# کاسوگا نو اراتسومه
کاسوگا نو اراتسومه (انگلیسی: Kasuga no Iratsume؛ مرگ ۵۰۷ میلادی همسر امپراتور بوریتسو اهل ژاپن بود. او تنها همسر ملکه ژاپنی است که پدر و مادرش ناشناس هستند.